# Rechtsextreme Demonstrationen in Charlottesville 2017

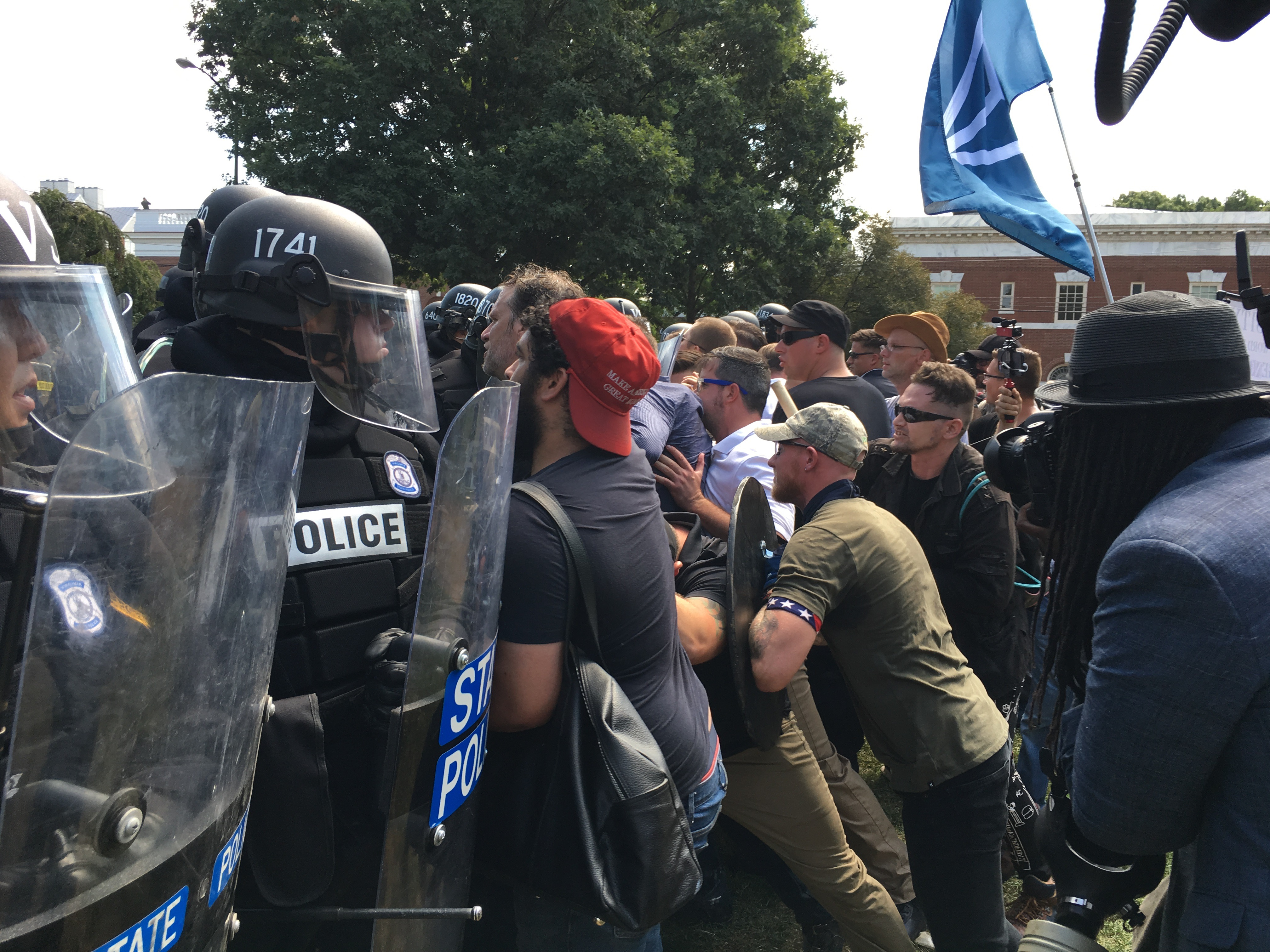
Szene des Demonstrationsgeschehens

Bei rechtsextremen Demonstrationen in Charlottesville unter dem Motto „Unite the Right“ (deutsch ‚Vereinigt die Rechte‘) demonstrierten rechtsextreme Gruppen am Abend des 11. August und am Morgen des 12. August 2017 in Charlottesville im US-Bundesstaat Virginia. Teilnehmer waren vor allem Mitglieder von Alt-Right und Ku-Klux-Klan, Neonazis, Neo-Konföderierte, Militia-movement-Anhänger, White Nationalists und White-Supremacy-Anhänger.
Nach dem offiziellen Ende der Veranstaltung fuhr James Alex Fields jr., der zuvor an der Neonazi-Demonstration teilgenommen hatte, vorsätzlich sein Auto in eine Gruppe von Gegendemonstranten. Er tötete dadurch Heather Heyer, eine 32-jährige Frau, und verletzte mindestens 19 Menschen. Er wurde wenig später festgenommen. US-Justizminister Jeff Sessions äußerte, dass die Tat Merkmale des inländischen Terrorismus aufweise.
Die Reaktionen des damaligen US-Präsidenten Donald Trump auf die Geschehnisse in Charlottesville lösten eine der größten innenpolitischen Kontroversen der ersten Präsidentschaft Trumps aus.

## Unite the Right

### Demonstrationen

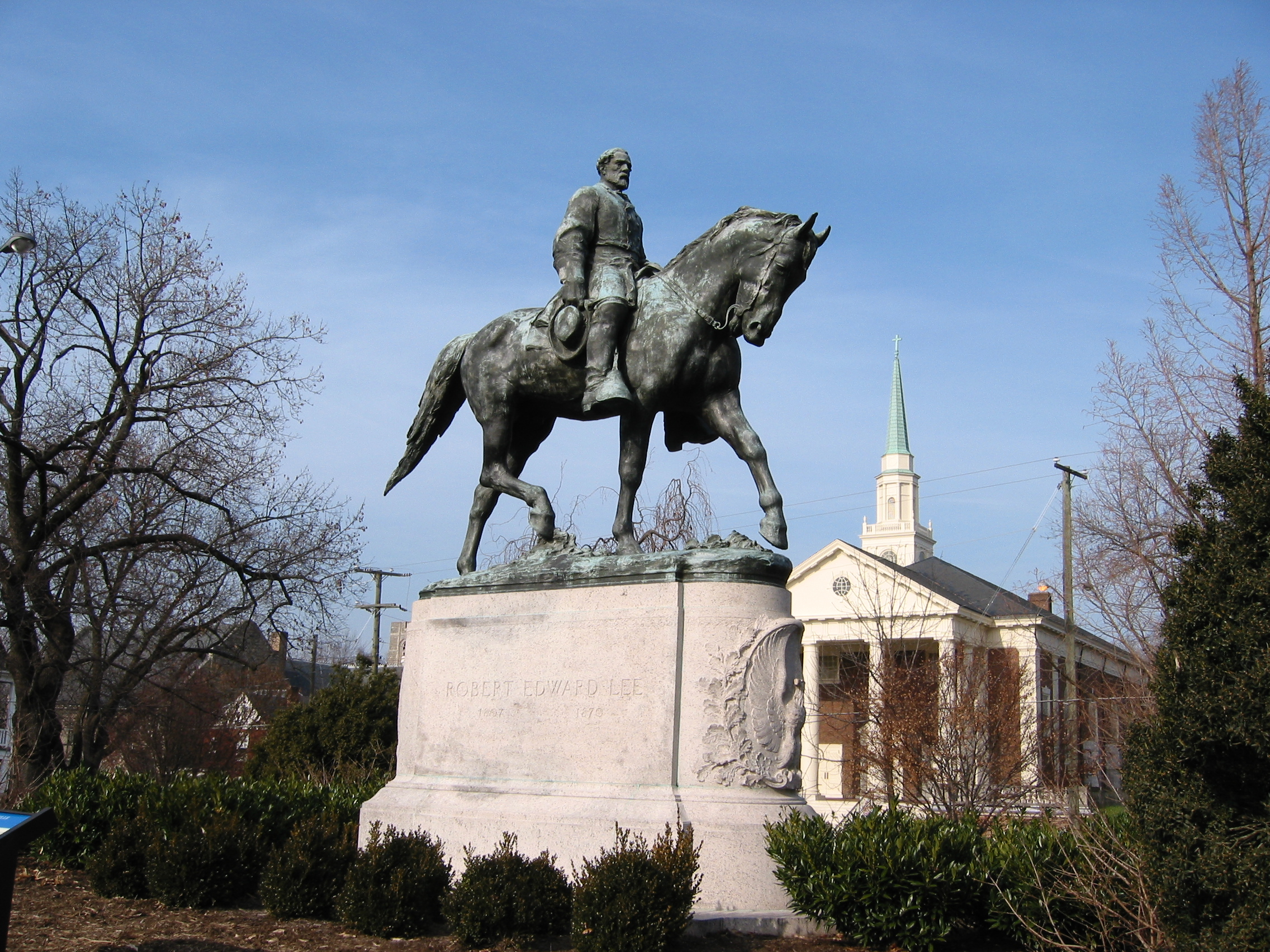
Reiterstandbild für Robert E. Lee im Emancipation Park, Charlottesville

In Charlottesville demonstrierten am Abend des 11. und am 12. August 2017 unter dem Motto „Unite the Right“ (deutsch „Vereinigt die Rechte“) diverse neonazistische, rassistische und antisemitische Gruppierungen gegen die geplante, vom Stadtrat beschlossene Entfernung eines Reiterstandbildes für den konföderierten General Robert E. Lee, der während des Sezessionskrieges Oberbefehlshaber der Nord-Virginia-Armee sowie des gesamten konföderierten Heeres gewesen war und der von Südstaaten-Anhängern nach dem Sezessionskrieg zum Helden stilisiert wurde. Das Denkmal soll eingeschmolzen werden. Diese Demonstration gilt als der größte rechtsextremistische Aufmarsch seit Jahrzehnten in den USA.
Die Teilnehmer, teilweise paramilitärisch gekleidet und mit Gewehren bewaffnet, zogen mit Fackeln durch die Stadt, wobei es mehrfach zu Auseinandersetzungen mit Gegendemonstranten kam, von denen einige wenige ebenfalls mit Gewehren bewaffnet waren. Während des Fackelzugs skandierten die Teilnehmer neonazistische Parolen wie „blood and soil“ (deutsch „Blut und Boden“). Manche Teilnehmer riefen „Heil-Trump“ und zeigten den Hitlergruß. Zahlreiche Teilnehmer des Fackelzugs trugen T-Shirts mit der Aufschrift „Make America Great Again“, dem Wahlkampfslogan Donald Trumps von 2016. Bei Zusammenstößen zwischen den beteiligten Gruppen wurden mindestens 19 Menschen verletzt.
Der Gouverneur von Virginia Terry McAuliffe rief am 12. August gegen 11 Uhr den Ausnahmezustand aus, holte Kräfte der Nationalgarde nach Charlottesville und erklärte die Demonstration für beendet.

### Beteiligte rechtsextreme Gruppen

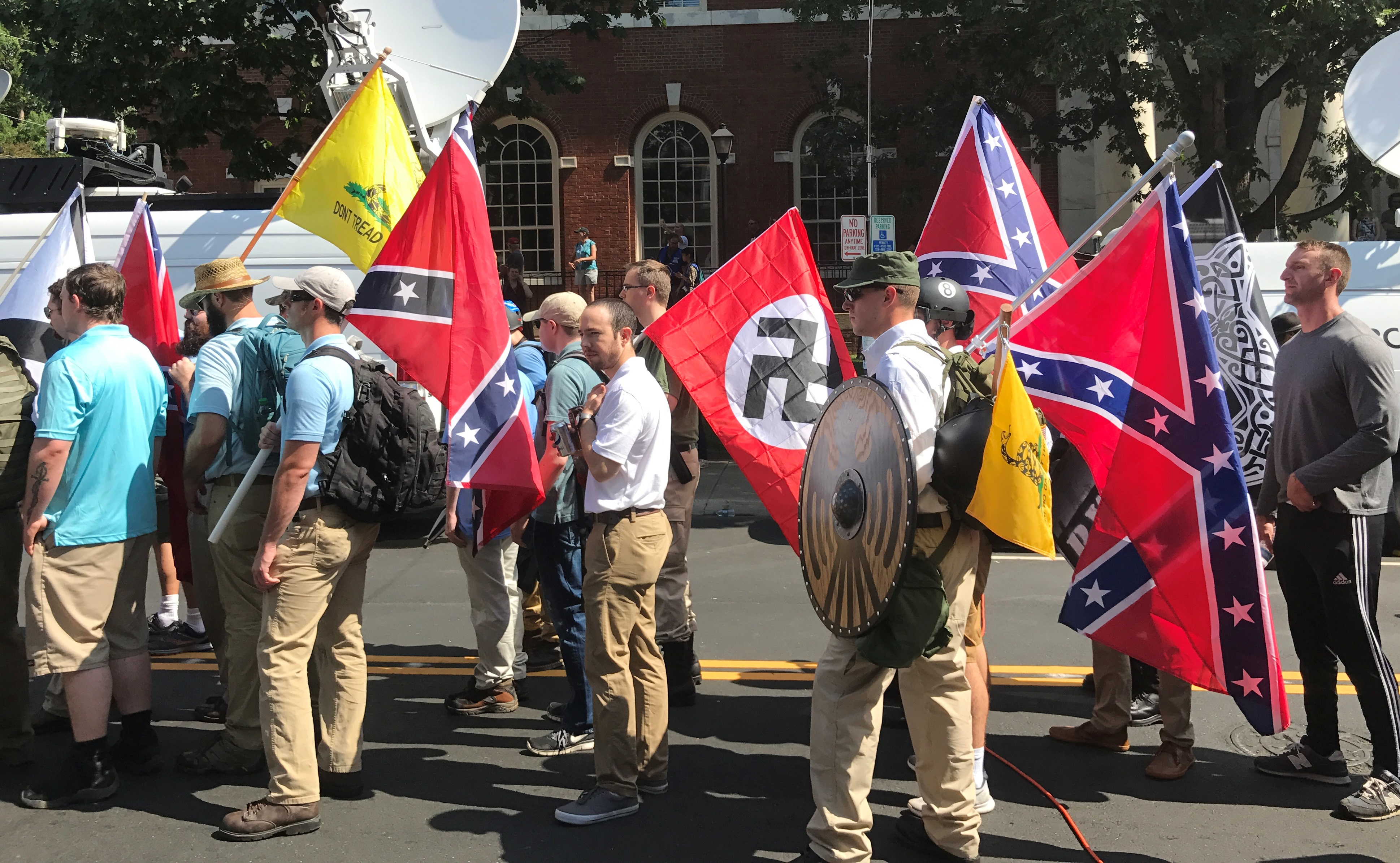
Rechte Demo-Teilnehmer, die die Kriegsflagge der Konföderierten, die Gadsden flag und die Hakenkreuzflagge mit sich führen.

Beteiligte Gruppen auf Seiten der Rechtsextremen waren unter anderem der Ku-Klux-Klan, das National Socialist Movement, das National Policy Institute, die Three Percenters sowie das Traditionalist Youth Network. Dazu kamen noch zahlreiche neonazistische Splittergruppen aus verschiedenen Regionen der Vereinigten Staaten sowie Anhänger von Outlaw Motorcycle Gangs. Reden wurden unter anderem vom ehemaligen Ku-Klux-Klan-Anführer David Duke und vom White-Supremacy-Aktivisten Richard B. Spencer gehalten. Auch Anhänger von Identity Evropa, einem Ableger der Identitären Bewegung, nahmen teil. Ebenfalls werden die Proud Boys mit den Unruhen in Verbindung gebracht.

### Gegendemonstranten
Örtliche Gruppen aus dem kirchlichen Umfeld und Aktivisten für Rassengerechtigkeit hatten im Vorfeld im Internet ihren Protest angekündigt und um Unterstützung geworben. Ein Bündnis von 37 christlich-orthodoxen und protestantischen Konfessionen, das National Council of Churches sowie Mitglieder kirchlicher Gemeinden und Bürger von Charlottesville stellten einen Teil der Gegendemonstranten, dazu gesellten sich Anhänger der „Black Lives Matter“-Bewegung und Personen, die als „Antifa“ auftraten. Ein Teil der Gegendemonstranten trug Plakate mit antifaschistischen, antirassistischen und antikapitalistischen Aufschriften. Ebenfalls an den Gegendemonstrationen beteiligt waren die Demokratischen Sozialisten Amerikas und die Arbeitergewerkschaft Industrial Workers of the World. Eine Gruppe von etwa 20 Leuten, die sich „Redneck Revolt“ nannte, trat mit Gewehren bewaffnet auf.

## Pkw-Anschlag

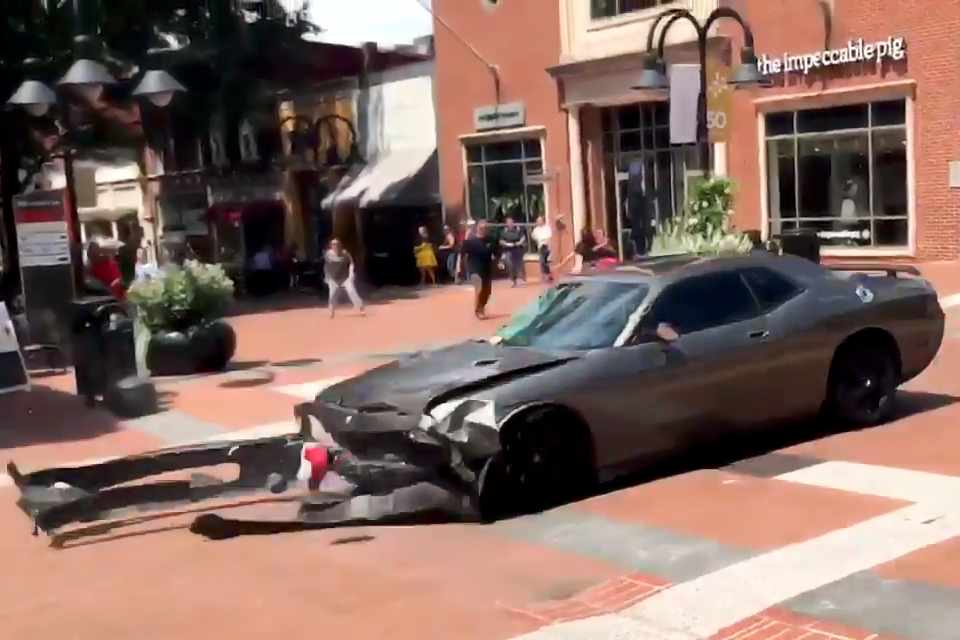
Das Tatfahrzeug

Am Nachmittag des 12. August fuhr der Fahrer eines Dodge Challenger nach dem Ende der rechten Kundgebung vorsätzlich in eine Gruppe von Gegendemonstranten, die sich im Bereich 4th Street SouthEast aufhielt. Hierbei kam die 32-jährige Heather Heyer ums Leben. Zudem wurden 19 weitere Menschen verletzt, fünf davon schwer. Nach dem Zusammenstoß setzte der Fahrer zurück und bog in eine Querstraße ein. Polizisten nahmen ihn kurz darauf fest. Der Tathergang ist auf mehreren Amateurvideos dokumentiert.
Als Fahrer des Tatfahrzeuges wurde der damals 20-jährige James Alex Fields Jr. identifiziert. Zwei Stunden vor der Tat war Fields in der Neonazi-Gruppe Vanguard America mit einem Holzschild der Gruppierung fotografiert worden. Nach seiner Festnahme erklärte die Gruppe, dass Fields kein Mitglied sei. Die Schilde seien an alle interessierten Teilnehmer ausgegeben worden. Ein ehemaliger Lehrer von Fields äußerte nach der Tat gegenüber Medien, dass bei ihm Schizophrenie diagnostiziert worden sei und ihm entsprechende antipsychotische Medikamente verschrieben worden sein sollen. Fields selbst gab gegenüber einem Richter an, dass er wegen einer bipolaren Störung in Behandlung sei. Fields stammt aus schwierigen Verhältnissen. Sein Vater starb vor seiner Geburt bei einem Verkehrsunfall, die Eltern seiner Mutter kamen bei einem erweiterten Suizid durch ihren Vater ums Leben. In der Schule war Fields durch bewundernde Äußerungen zu Hitler aufgefallen. Für die Präsidentschaftswahl 2016 hatte er bei der in den USA üblichen Wählerregistrierung eine Parteineigung für die Republikaner angegeben.
Der damalige US-Justizminister Jeff Sessions äußerte, die Tat erfülle die Merkmale für heimischen Terrorismus. Am 14. Dezember 2017 wurde Fields unter anderem wegen Mordes ('first degree murder') angeklagt. Am 7. Dezember 2018 wurde er wegen Mordes an Heather Heyers zu lebenslanger Freiheitsstrafe rechtskräftig verurteilt. Wegen Körperverletzung in acht Fällen sowie Fahrerflucht wurden ihm zudem weitere 419 Jahre Haft auferlegt.

## Nach dem Anschlag

### Kontroversen um Reaktionen von Trump

#### Erste  Stellungnahme Trumps
Am 12. August 2017 verurteilte Präsident Donald Trump in einer Pressemitteilung die Gewalt: Diese komme „schon seit einer ganzen Weile von vielen Seiten, von vielen Seiten“.
Trumps Äußerungen wurden, auch aus Reihen der Republikaner, als unangemessen und unspezifisch kritisiert. Anders als es sonst seine Art sei, nenne er „in diesem Fall das Problem nicht beim Namen“. So äußerte Cory Gardner: „Mr. President – wir müssen das Böse beim Namen nennen. (…) Das war inländischer Terrorismus.“ Brian Schatz kommentierte Trumps Äußerung mit: „Es ist nicht zu viel verlangt, einen Präsidenten zu haben, der Nazis ausdrücklich verurteilt.“ Ein FAZ-Kommentator schrieb: „Geht es um Rechtsextreme, wird er ganz leise. Es sind die Geister, die er rief.“ Der CNN-Kommentator Chris Cillizza wertete Trumps Aussage als „unglaublich unpräsidial“. Michael Gerson, ein konservativer ehemaliger Redenschreiber von George W. Bush und robuster Befürworter des Irakkriegs, schrieb in einem Kommentar in der Washington Post, dass „Trump angesichts einer Tragödie faseleie“.
US-Senator John McCain schrieb in einer Stellungnahme unter anderem: “Anhänger der White Supremacy (deutsch etwa „weiße Nationalisten“) und Neo-Nazis stehen definitionsgemäß im Gegensatz zu dem amerikanischen Patriotismus und der Ideale, die uns als Volk definieren, und unsere Nation so besonders machen […] Während wir die Tragödie von Charlottesville betrauern, müssen amerikanische Patrioten aller Hautfarben und Überzeugungen zusammenkommen, um denen die Stirn zu bieten, die die Flagge des Hasses und des Fanatismus schwenken.”
Anthony Scaramucci kritisierte Trumps Äußerung („Ich hätte ihm nicht empfohlen, diese Stellungnahme abzugeben“) und äußerte, Trump sollte deutlich härter im Umgang mit weißen Nationalisten sein. Der Einfluss Steve Bannons, des Chefstrategen des Weißen Hauses, behindere die Arbeit des Präsidenten.
Kenneth Frazier, CEO des Pharmaunternehmens Merck & Co., kündigte als Reaktion auf die Aussage Trumps an, aus dem Berater-Gremium American Manufacturing Council auszutreten. Damit wolle er „Farbe gegen Intoleranz und Extremismus bekennen“. Darauf gaben die CEOs von Intel und Under Armour, Brian Krzanich und Kevin Plank, ebenfalls ihre Posten in diesem Industrierat auf.

#### Zweite Stellungnahme Trumps
Am 14. August, zwei Tage nach dem Anschlag, reagierte Trump auf die Kritik und äußerte sich ein zweites Mal: Rassismus sei ein Übel, und wer in dessen Namen Gewalt anwende, sei kriminell. Ku-Klux-Klan und Neonazis seien „abstoßend“ und handelten gegen alles, was Amerikaner wertschätzen würden. Solche Gruppen voller Hass hätten keinen Platz in Amerika.
Trump las sein Manuskript ab, Fragen von Journalisten waren nicht zugelassen, und der Washington-Korrespondent des Guardian schrieb, Trump habe das Statement offensichtlich widerwillig vorgelesen.

#### Dritte Stellungnahme Trumps
Am 15. August gab Trump eine dritte Stellungnahme zu den Ausschreitungen und zum Anschlag ab. Er bekräftigte seine Aussage aus der ersten Stellungnahme, dass beide Seiten für die Eskalation verantwortlich seien, und nutzte dabei den Begriff „alt-left“ (deutsch „alternative Linke“), der bis dahin praktisch unbekannt und offensichtlich von Alt-Right abgeleitet war. Er, Trump, sei sich sicher, dass auf der rechtsextremen Demo nicht alle Teilnehmer Neonazis gewesen seien, sondern auch „sehr anständige Leute“. Ob man die tödliche Fahrzeugattacke als Terror bezeichnen könne, wisse er nicht.
Jim Acosta, der als Chefkorrespondent für das Weiße Haus beim Nachrichtensender CNN an der Pressekonferenz teilnahm, sagte, der Präsident sei „vollkommen entgleist“, und es sei schockierend gewesen, dies zu beobachten.
Der ehemalige Ku-Klux-Klan-Anführer David Duke twitterte kurz nach Trumps drittem Statement: „Vielen Dank Präsident Trump für Ihre Ehrlichkeit & Ihren Mut, die Wahrheit über #Charlottesville zu sagen, und die linken Terroristen von BLM/Antifa zu verurteilen.“
Richard Trumka, Präsident des mitgliederstärksten US-Gewerkschaften-Dachverbands AFL-CIO, verließ daraufhin als insgesamt fünftes Mitglied den American Manufacturing Council.  Trumka warf Trump vor, „mit seinen jüngsten Bemerkungen seine aufgezwungene Erklärung zu den Vorfällen vom Vortag zu widerrufen.“ Weiter äußerte Trumka: „Wir können nicht dem Beirat eines Präsidenten angehören, der Intoleranz und inländischen Terrorismus toleriert.“ Zuvor, noch vor dem dritten Statement Trumps, war auch Scott Paul, Präsident der Alliance for American Manufacturing, aus dem Beratergremium ausgetreten. Nach Trumka verließen noch fünf weitere Berater das Gremium.
Die New York Times wertete Trumps Behauptungen als „deutliche Stärkung“ für die Vertreter der White Supremacy.
Die Washington Post schrieb, Trumps Rhetorik und sein Gebaren beim zweiten und beim dritten Statement hätten verschiedener kaum sein können.
Senator Marco Rubio (Republikaner) äußerte, dass Vorstellungen von weißer Überlegenheit abstoßend seien. Man dürfe diese Gruppen nicht relativieren.
Republikanische Mitglieder des Repräsentantenhauses, z. B. Tim Scott (South Carolina), Charlie Dent (Pennsylvania) und Steve Scalise (Louisiana), kritisierten Trump nach seinem Statement scharf. Auch der deutsche Bundesjustizminister Heiko Maas kritisierte es.
Latenight-Show-Moderatoren am Abend des 15. August kritisierten Trump scharf; ABC-Moderator Jimmy Kimmel sagte: “Ich denke, ich kann das mit angemessener Sicherheit sagen: Der Präsident ist vollkommen übergeschnappt.”
Der ehemalige CIA-Chef John O. Brennan schrieb in einem offenen Brief, Trumps Worte und die Einstellung, die sie repräsentieren, seien „eine nationale Schande“; mit seinen Worten setze Trump die „nationale Sicherheit und unsere gemeinsame Zukunft einem großen Risiko aus“.
George H. W. Bush, der 41. US-Präsident, und sein Sohn George W. Bush, der 43. US-Präsident, verurteilten in einer gemeinsamen Erklärung am 16. August 2017 die Vorfälle in Charlottesville und riefen die Amerikaner zum Widerstand gegen Hass und Fanatismus auf. Amerika müsse „Rassismus, Antisemitismus und Hass immer und in jeder Form zurückweisen“.

#### Auflösung zweier Wirtschaftsgremien durch Trump
Nachdem als Reaktion auf die Aussagen Trumps mehrere CEOs von Firmen, die der US-Regierung in beratender Funktion zur Seite standen, aus dem American Manufacturing Council ausgetreten waren, löste Trump diese sowie ein weiteres Gremium, das Strategic and Policy Forum, auf. Die Auflösung erfolgte durch eine Mitteilung über Twitter. Wie US-Medien berichten, hatte mindestens eines der Gremien vor der Selbstauflösung gestanden. New York Times und Washington Post schrieben, Trump sei damit dem Unvermeidlichen nur zuvorgekommen, um in der Außenwirkung als Handelnder dazustehen.

#### Sonstiges Verhalten Trumps nach den Geschehnissen
Am 15. August teilte Trump auf Twitter eine Fotomontage, auf der ein Zug mit der Aufschrift „Trump“ einen Mann, dessen Gesicht durch ein CNN-Logo verdeckt ist, rammt. Nach wenigen Minuten löschte der US-Präsident das Bild wieder.
Am 17. August machte Trump weitere Äußerungen und rückte dabei nicht von seiner Aussage, die er zwei Tage zuvor gemacht hatte ab. In drei Tweets plädierte er für Bürgerkriegs-Denkmäler und nannte das Vorhaben, Statuen von Robert Edward Lee und Stonewall Jackson abbauen zu wollen, albern.

### Weitere Reaktionen
Der ehemalige US-Präsident Barack Obama paraphrasierte in einem Tweet Nelson Mandela:
„Niemand wird geboren, um einen anderen Menschen wegen seiner Hautfarbe, seinem kulturellen Hintergrund oder seiner Religion zu hassen ...“.
Der Tweet avancierte mit mehr als 4,5 Millionen Likes zum meistgelikten Tweet in der Geschichte des Kurznachrichtendiensts.
US-Außenminister Tillerson äußerte in einem TV-Interview, er teile Trumps Einstellung zu Rassismus und Gewalt nicht.
Am 12. September 2017 hat der US-Kongress einstimmig eine Resolution verabschiedet, die Präsident Trump zu einer deutlichen Verurteilung rechter Gewalt aufforderte. Zuvor hatte der US-Senat dafür gestimmt.
Das US-Ministerium für Innere Sicherheit hatte seit 2016 eine Zunahme gewaltsamer Aktivitäten von Antifa-Gruppen im eigenen Land registriert und diese 2017 als „inländische terroristische Gewalt“ bezeichnet. Einige Justizvertreter führten Reaktionen von Antifa-Gruppen auch auf die Rhetorik von US-Präsident Trump zurück, der die rechtsextreme Gewalt in Charlottesville relativiert und den Gegendemonstranten angelastet hatte.

### Proteste und Gedenken
Am Tag nach dem Anschlag kam es in zahlreichen Städten der Vereinigten Staaten sowie vor dem Weißen Haus zu Protesten gegen rechtsextreme Gewalt. Die Demonstranten forderten US-Präsident Trump dazu auf, sich deutlich von den Vertretern der White-Supremacy-Ideologie zu distanzieren. Außerdem gab es Gedenkveranstaltungen für das Todesopfer in den USA, sowie in anderen Ländern.

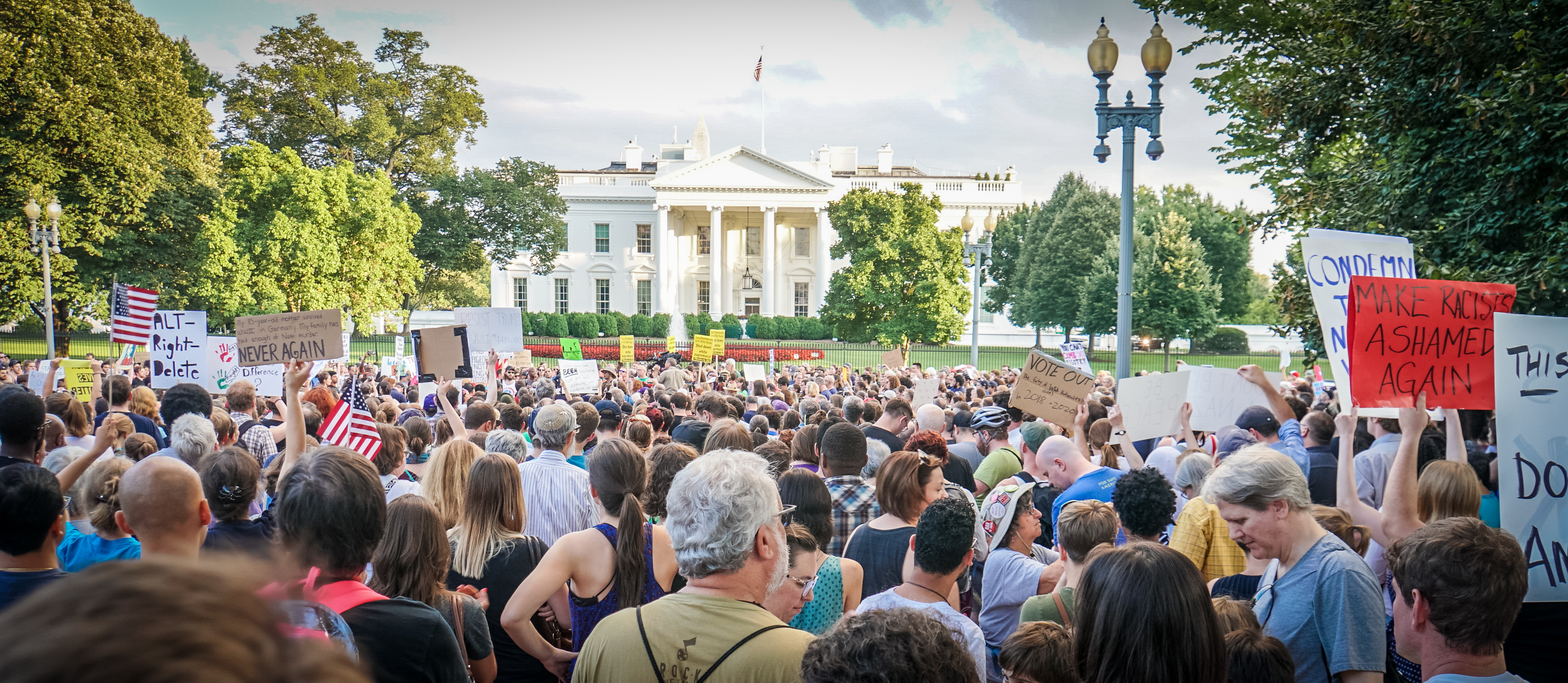
Proteste vor dem Weißen Haus
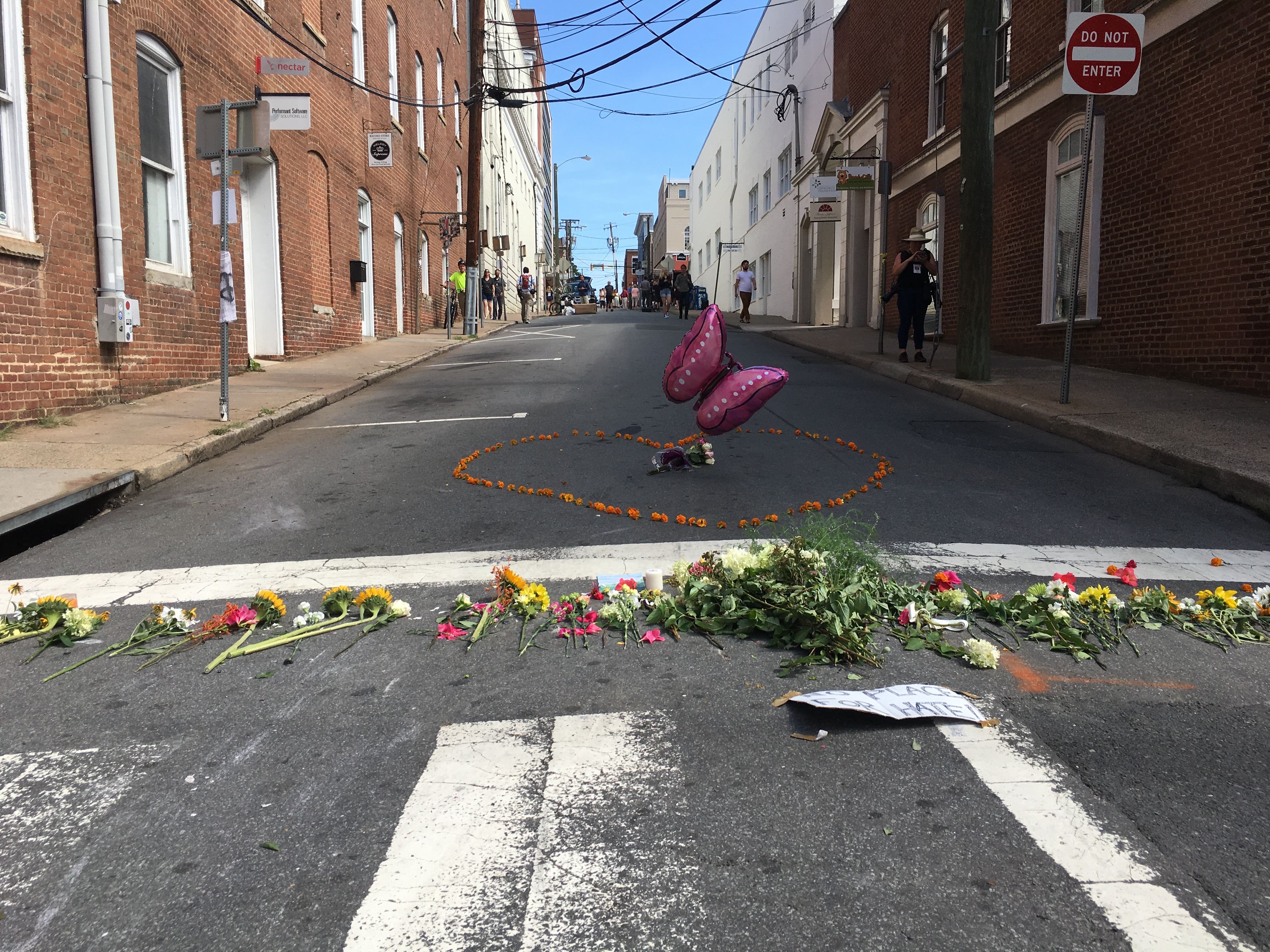
Gedenken am Tatort
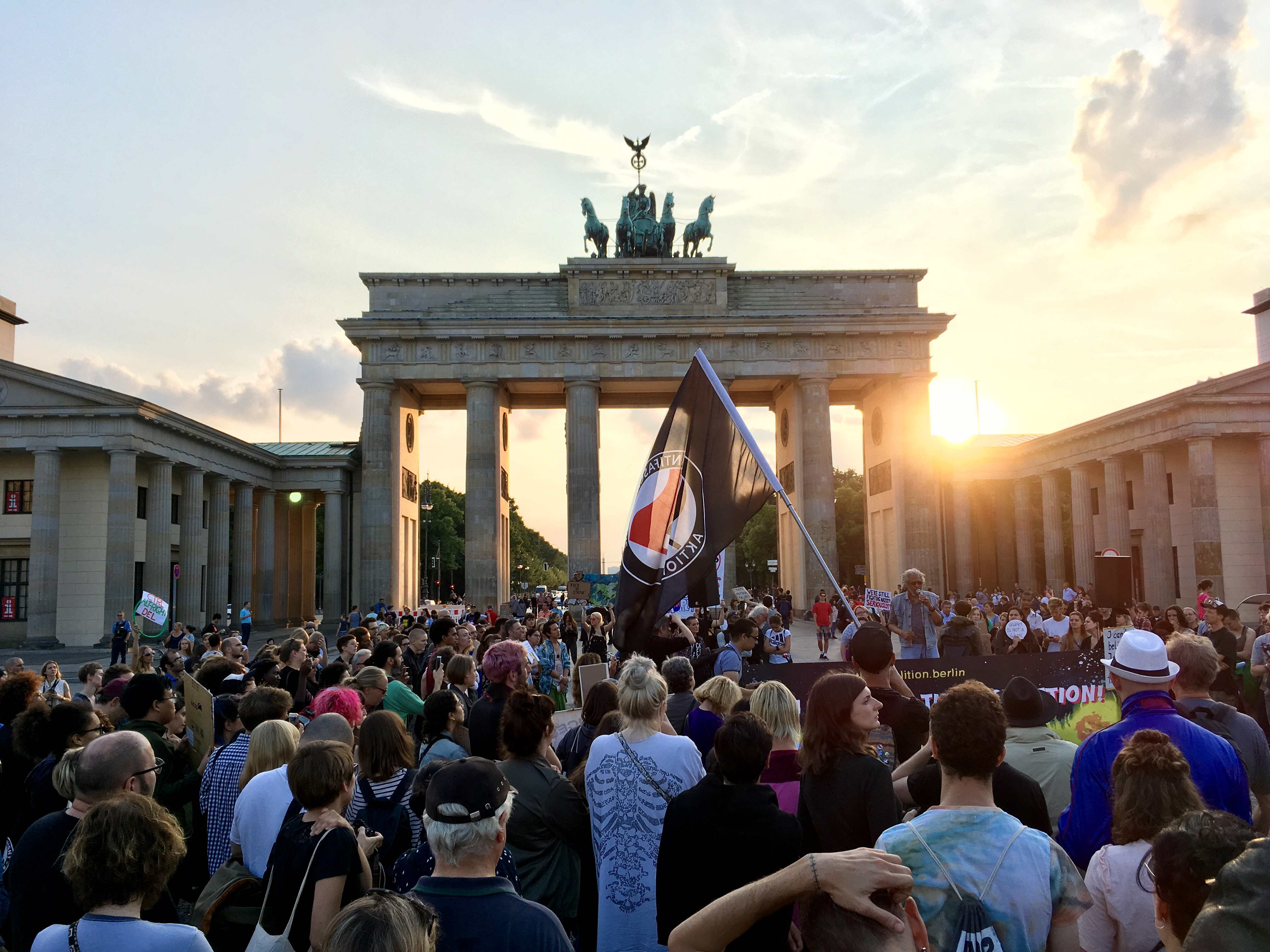
Gedenkveranstaltung in Berlin 2017

### Entfernung des Lee-Reiterstandbildes
Am 10. Juli 2021 wurden das Lee-Reiterstandbild und die Statue des Generals Thomas „Stonewall“ Jackson abtransportiert und eingelagert. Auch eine Statue, die die Forschungsreisenden Meriwether Lewis und William Clark sowie deren Führerin, die Schoschonin Sacajawea, zeigt, wurde abgebaut. 
Es gab dabei keine Störungen oder Proteste, sondern spontanen Jubel.

## Aufarbeitung

### Untersuchungsbericht
Der Ende August 2017 eingesetzte Ermittler Timothy J. Heaphy legte Anfang Dezember 2017 einen Untersuchungsbericht vor. Darin heißt es unter anderem, mangelhafte Planung und Koordinierung durch die Verantwortlichen der Stadt stelle „ein Versagen in einer der zentralen Regierungsfunktionen beim Schutz der Grundrechte“ dar. Die Sicherheitskräfte hätten „ebenso darin versagt, die Ordnung aufrecht zu erhalten und die Bürger vor Gefährdungen, Verletzungen und dem Tod zu schützen. Charlottesville hat am 12. August keines dieser Prinzipien gewahrt, was zu einem tiefen Misstrauen dieser Gemeinde gegenüber der Regierung geführt hat.“

### Wissenschaftliche Einordnung
Die Politikwissenschaftlerin Cara Daggett ordnete die Demonstrationen als „faschistische Aufstände“ ein.

## Hubschrauberabsturz
Beim Absturz eines Bell-407-Hubschraubers im Rahmen eines Polizeieinsatzes am Rande der Veranstaltung kamen die beiden Insassen ums Leben. Gegen 16:44 Uhr traf der erste Notruf ein. Die Crew gab kein Notsignal ab. Der Hubschrauber hatte 2010 schon einmal einen Unfall gehabt, vermutlich aufgrund mangelnder Wartung.